# Wojciech Turbiarz
Wojciech Jacek „Broda” Turbiarz – polski wokalista reggae od 1990 roku jest liderem i wokalistą grupy Habakuk.

## Dyskografia
Gościnnie
- Tabula Rasa – Niczego (2006, Franka Records)[1]

Kompilacje różnych wykonawców
- Reklama to kurwa (2000, Arlekin)
- Arle Zine (2004)
- Far Away From Jamaica (2006, W Moich Oczach)
- Od Czapy Zestaw 2 (2006, Polskie Radio)